# Hranivka, Radîvîliv
Hranivka (în ucraineană Гранівка) este un sat în comuna Kozîn din raionul Radîvîliv, regiunea Rivne, Ucraina.

## Demografie
Componența lingvistică a localității Hranivka
     Ucraineană (99,8%)
     Alte limbi (0,2%)
Conform recensământului din 2001, majoritatea populației localității Hranivka era vorbitoare de ucraineană (99,8%), existând în minoritate și vorbitori de alte limbi.